# Çermenikë
Çermenikë es una meseta situada al noreste de Elbasan, en Albania central. En la Edad Media, como Tzernicus (en griego: Τζερνικός/Τζερνικόν, romanizado: Tzernikós/Tzernikón), fue sede episcopal del Patriarcado de Constantinopla, como sede sufragánea del arzobispado de Dirraquio.
A mediados del siglo XV a. C., la zona estuvo gobernada por Jorge Arianiti, uno de los principales líderes de la resistencia albanesa al Imperio otomano. En la Segunda Guerra Mundial, la zona fue el centro de la resistencia albanesa a la ocupación alemana.